# Снігоочисник (колійна машина)

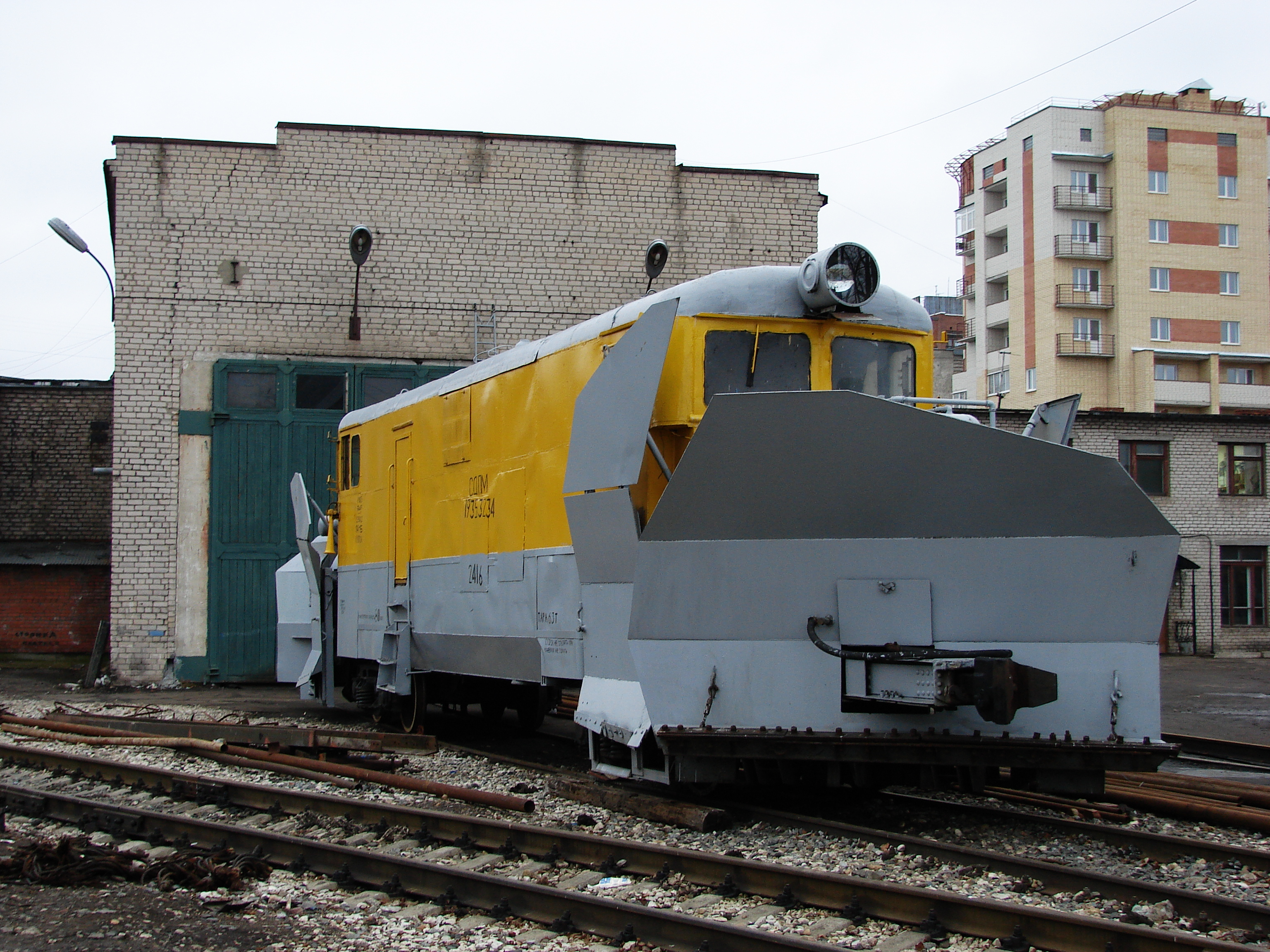
Снігоочисник СДПМ

Снігоочисник — колійна машина для очищення залізничних колій від снігу.

## Конструкція і типи

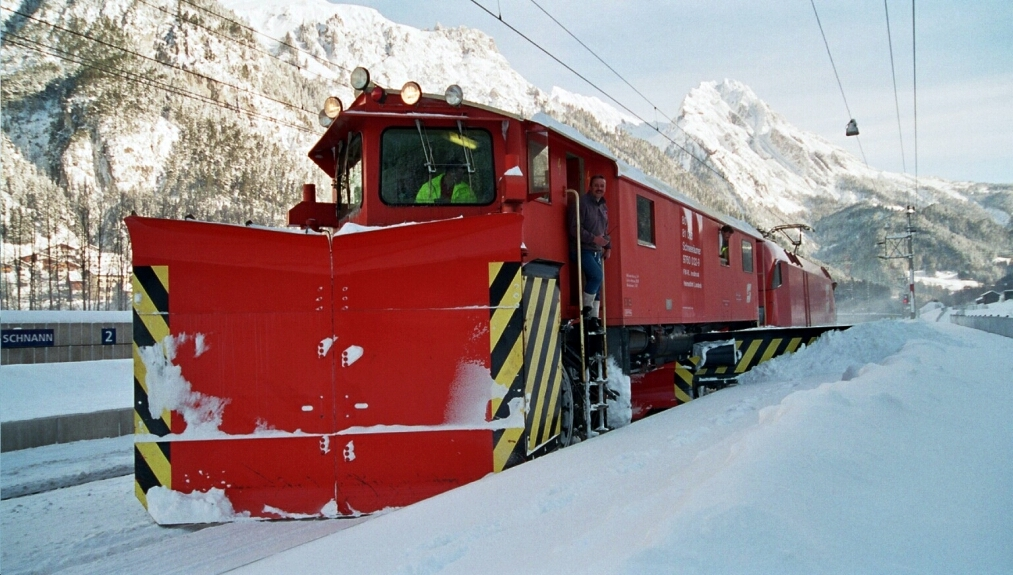
Снігоочисник Австрійських федеральних залізниць

Снігоочисник являє собою спеціалізований вагон, на якому розміщені снігоочисні пристрої , двигуни, механізми управління, освітлювальне та інше обладнання. Снігоочисні пристрої виконуються у вигляді клинового плуга (одноколійний снігоочисник), відвальних щитів (двоколійний снігоочисник), двогранного відвального плуга (таранний снігоочисник), роторів або фрез (роторний снігоочисник), сопла, що подає вихлопні гази від турбореактивного двигуна (реактивний снігоочисник). Переміщуються снігоочисники підштовхуванням локомотивом (як правило тепловозом) або від автономного бензинового двигуна (реактивний снігоочисник).

## Застосування

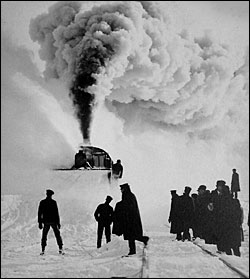
Робота роторного Снігоочисник в Міннесоті

Очистку перегонів при товщині снігового покриву до 0,6 метра здійснюють одноколійним плуговим снігоочисником з розкиданням снігу в обидві сторони колії. При заметах до 1,5 метрів на двоколійних і багатоколійних ділянках використовують двоколійні плугові снігоочисники з відсипанням снігу в польову сторону. Плугові снігоочисники забезпечують ширину розчищеної смуги від 2,95 до 5,1 метрів (при відкритих бічних крилах). Більш потужні таранні снігоочисники застосовують на перегонах при заметах 2-2,5 метра, переважно в місцях масового накопичення снігу. Ширина пробиваної траншеї до 5,2 метра. Розчищення перегонів від снігу шаром завтовшки 2,5-4,5 метра забезпечують потужні снігоочисники з електроприводом: одного або двох роторів і одного викидного ротора, відкидає сніг в польову сторону на відстань до 50 метрів. Двигуни роторних снігоочисників живляться від генератора тепловозу. Ці снігоочисники пробивають траншею шириною 5-6 метрів. Очистку станційних колій, стрілочних переводів, горловин станцій ведуть реактивними снігоочисниками, базою для яких служить автодрезина (або платформа) з встановленим на ній турбореактивним двигуном. Через розташоване ззаду сопло гарячі вихлопні гази видуваються на колію, здуваючи, розтоплюючи і випаровуючи сніг.

## Робочі швидкості
Робочі швидкості снігоочисників:
- Плугового від 40 до 70 кілометрів на годину;
- Таранного — до 45 кілометрів на годину;
- Роторного — до 10 кілометрів на годину;
- Реактивного — 15 кілометрів на годину;

 Вікісховище має мультимедійні дані за темою: залізничні снігоочисники

## Галерея

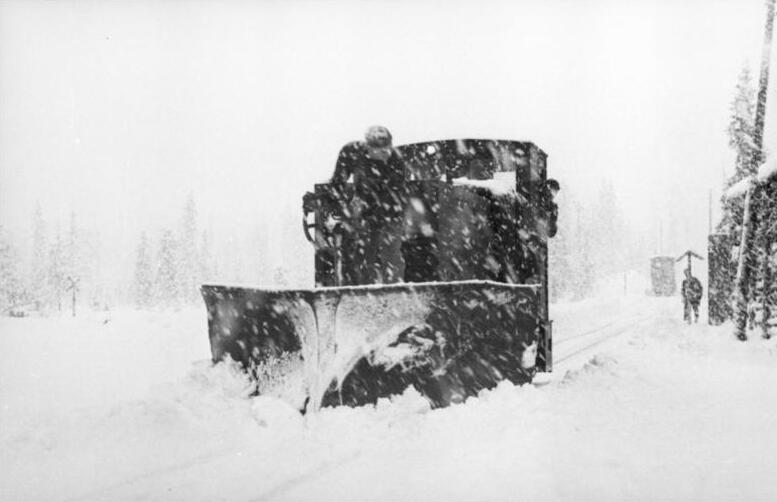
Клиновий снігоочисник на військово-польовій залізниці, грудень 1943
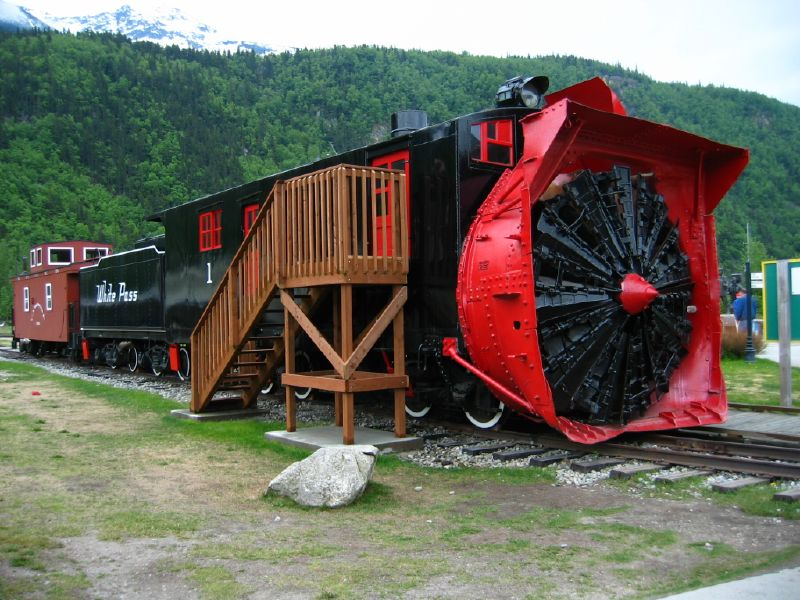
Роторний снігоочисник
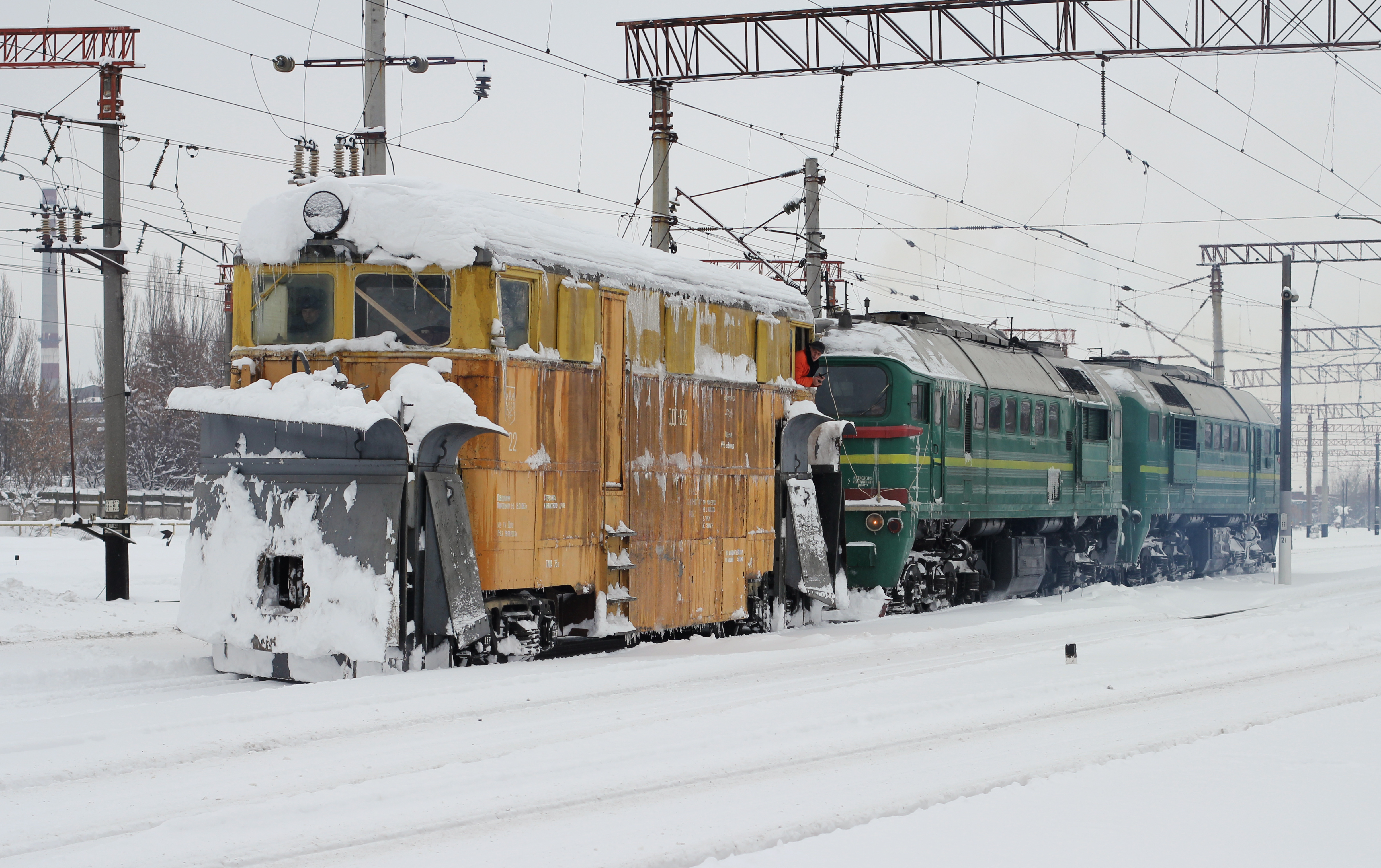
Плужний снігоочисник СДП
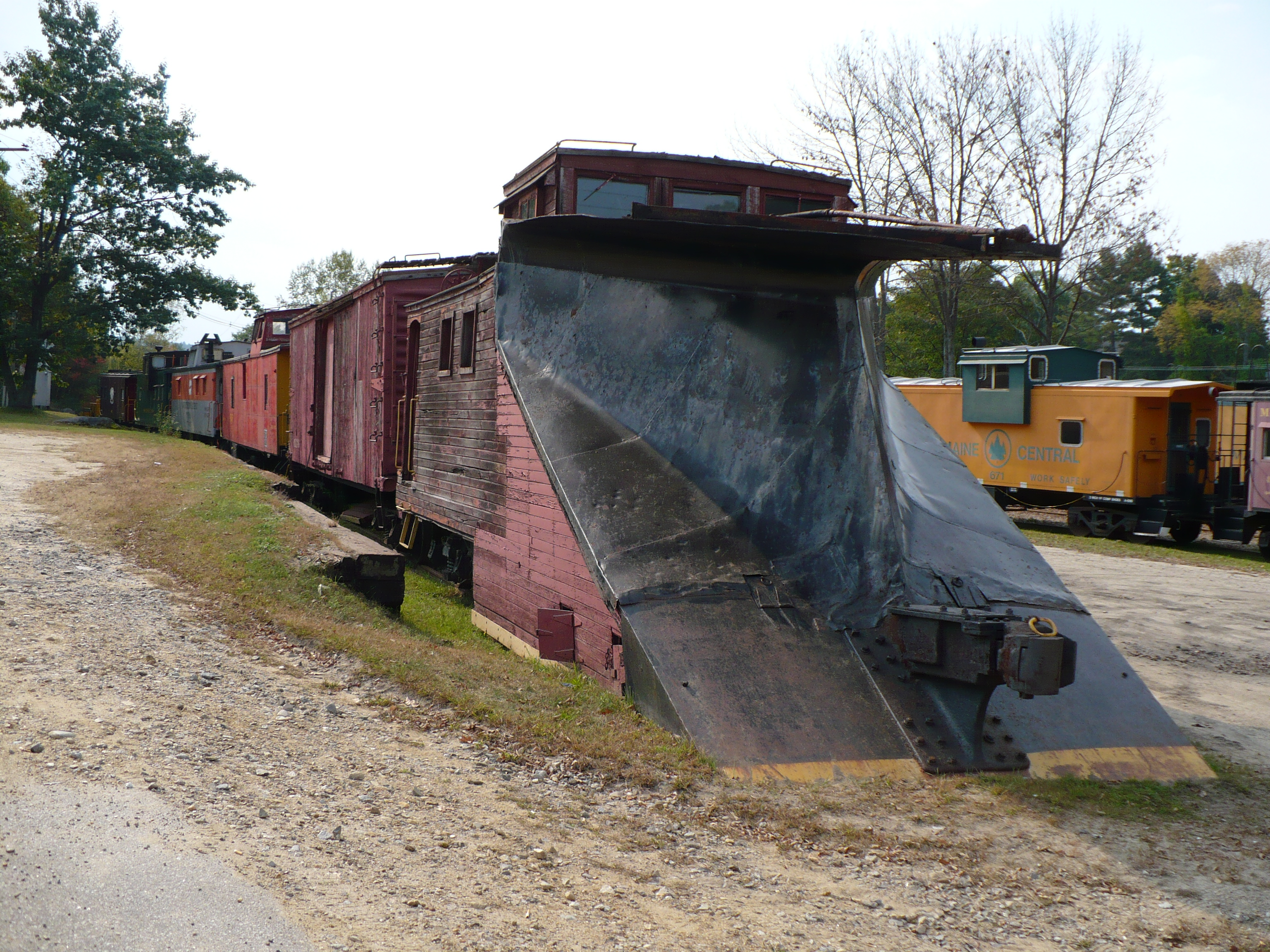
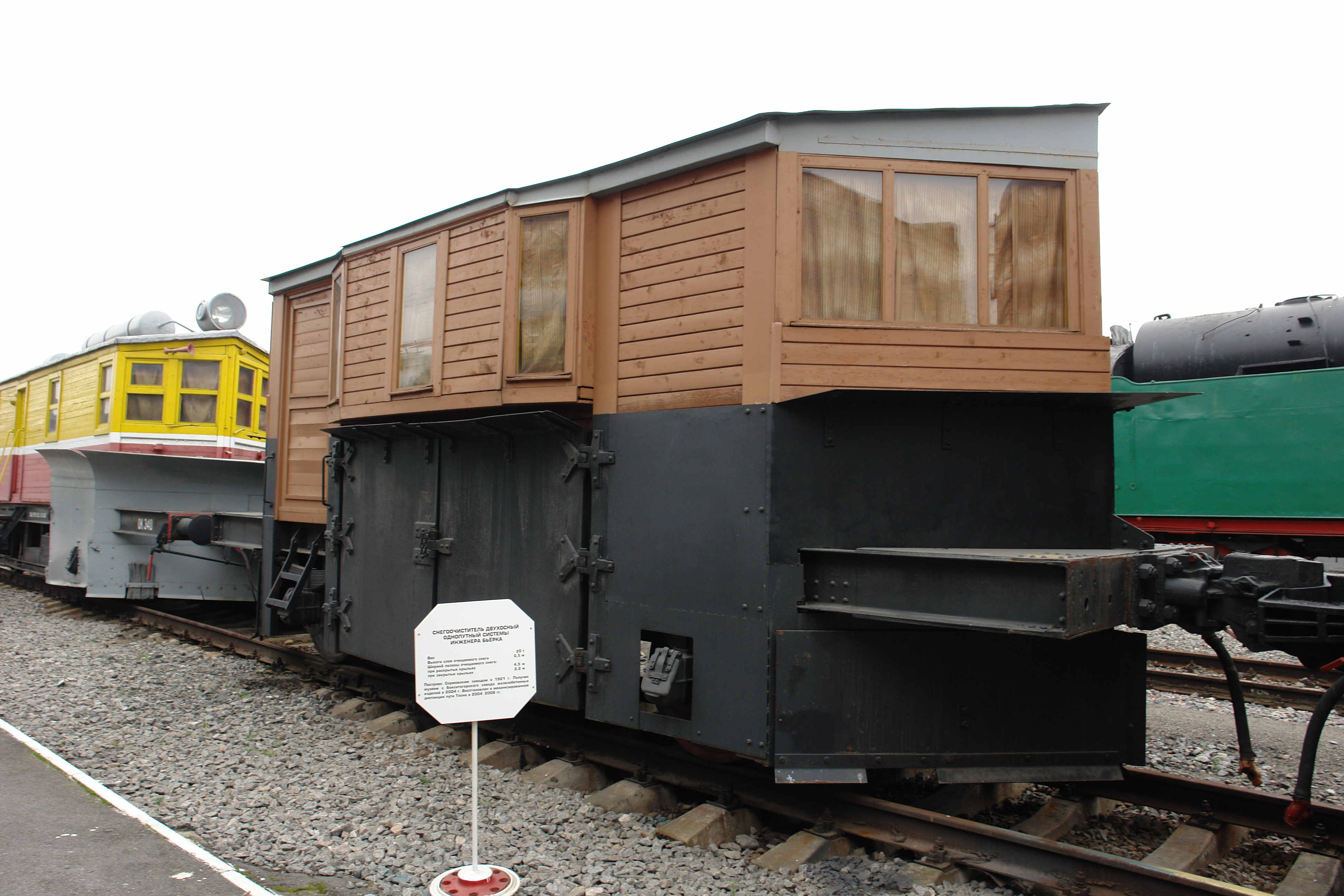
Снігоочисник системи інженера Бйорка
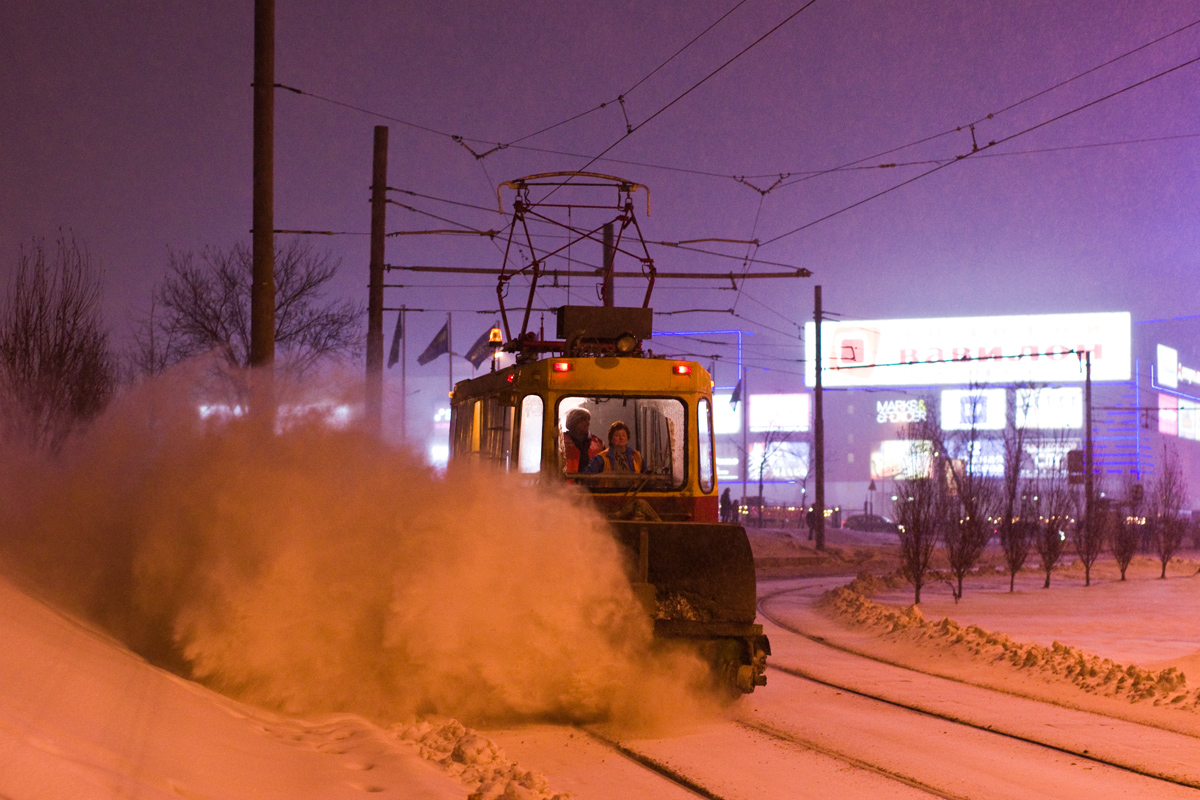
Робота щіткового трамвайного снігоочисника ГС-4